# Route 19 (Nouvelle-Écosse)
Pour les articles homonymes, voir Route 19.
La route 19 est une route principale de la Nouvelle-Écosse située dans l'est de la province, suivant la côte ouest de l'Île du Cap-Breton. Elle traverse une région boisée et montagneuse, tout en suivant la rive du Golfe du Saint-Laurent sur une distance de 106 km (66 mi).

## Description du tracé
La route 19 débute à un carrefour giratoire important où les routes 104, 4, 19 et 105 se croisent, à Port Hastings. Il est situé à 6 kilomètres au nord-ouest de Port Hawkesbury, et juste au nord de la Chaussée de Canso, traversant le Détroit de Canso, séparant le continent de l'Île du Cap-Breton.
La route 19 se dirige d'abord vers le nord jusqu'à Port Hood. Elle suit la rive du Golfe et traverse les communautés côtières de Long Point, de Judique et de Harbourview. À Port Hood, elle bifurque vers le nord-est en se détachant de la rive, rejoignant ainsi Mabou. Plus au nord, elle rejoint à nouveau la côte et Inverness, la principale ville de la région. À Dunvegan, elle tourne vers le sud-est pour rejoindre la rivière Margaree, qu'elle suit jusqu'à son terminus nord, à Margaree Forks, alors qu'elle croise la Piste Cabot.

## Intersections majeures
| Comté     | Ville               | km     | Destinations | Notes |
| --------- | ------------------- | ------ | --- | --- |
| Inverness | Port Hastings       | 0,00   | Route 104 ouest / Route 4 ouest – Chaussée de Canso, Antigonish Route 4 est vers Route 104 est – Port Hawkesbury, Saint-Pierre, Sydney Route 105 est – Chéticamp, Baddeck, Sydney | Carrefour giratoire; sortie 1 de la Route 105; terminus ouest de la Route 105; terminus est du premier segment de la Route 104 |
| Inverness | Mabou               | 59,40  | Route 252 est – Brook Village, Whycocomagh | Terminus ouest de la Route 252                                                                                                 |
| Inverness | Dunvegan            | 91,60  | Route 219 est – Chimney Corner, Margaree Harbour | Terminus ouest de la Route 252                                                                                                 |
| Inverness | Southwest Maragaree | 98,80  | Route 395 sud – Upper Margaree, Scotsville, Whycocomagh | Terminus nord de la Route 395                                                                                                  |
| Inverness | Margaree Forks      | 106,60 | Piste Cabot (Route 30) – Margaree Harbour, Chéticamp, Northeast Margaree, Baddeck                                                                                                 | |
|           |                     |        | | |